# スペインの同性婚

ヨーロッパ各国における同性婚または同性間のパートナーシップ法の施行状況
同性婚^{1}
その他のパートナーシップ法^{1}
事実婚^{1}
なし
憲法にて婚姻を男女間に限定
^{1}同性間のパートナーシップを認めた現行法または裁判所決定のいずれかが含まれているが、未施行のものは除外。

スペインの同性婚（スペインのどうせいこん）では、スペインにおける同性婚について記述する。
スペインでは、同性婚が2005年7月3日に合法化された。
2004年に政権を獲得したスペイン社会労働党 (PSOE) はホセ・ルイス・ロドリゲス・サパテロ首相が主導し、同性カップルによる養子縁組の権利を含んだ、同性婚の合法化に向けた運動を開始した 。議論の後、同性同士の結婚を許している法律は2005年6月30日に可決されて、2005年7月2日に公布された。 法律は翌日に発効した。そして、スペインはオランダ、ベルギーについで3番目の同性婚を認める国となった。
国民の66%の支持があったが、この法律の批准には対立があった。特にローマ・カトリック教会の権威者は断固として反対をし、結婚の意味を弱めるものであると批判した。他の団体はゲイとレズビアンによる養子縁組の可能性について懸念を表明した。スペインの各地から数千人が集まり、この法律に抗議をするデモを行った。法律が承認された後も、保守の国民党 (PP) は法廷でその法律に疑問を呈した。